# NERF
NERF ist eine Marke für Spielzeugprodukte des US-amerikanischen Herstellers Hasbro, wobei es sich überwiegend um Spielzeug-Waffen zum Verschießen von Plastikpfeilen handelt, sogenannte „Dartblaster“.
Der Name „NERF“ ist ein das Material beschreibendes Backronym: „Non-Expanding Recreational Foam“ (deutsch: „Formfester Freizeit-Schaumstoff“).

## Produkte und Marken
Die Marke ist in eine große Anzahl Sub-Marken aufgeteilt, die Dartblaster-Serien N-Strike, N-Strike Elite, N-Strike Elite 2.0, Dart Tag, Zombie Strike, Nerf Rebelle, Nerf Ultra, Nerf Mega, die Wasserpistolen-Serie Super Soaker, die Disc-Blaster-Serie Vortex, die Melee-Weapon-Serie N-Force, die Schaumstoffball-Serien Nerf Rival und Nerf Hyper sowie die Sportproduktserie N-Sports und Nerf Nitro. Diese Sub-Marken sind zum Teil weiter nach Genres unterteilt.
Die Marke wurde ursprünglich Ende der 1960er Jahre durch die US-Firma Parker Brothers eingeführt, die später durch Kenner und anschließend von Hasbro übernommen wurde. Hasbro bietet die Artikel bis heute weltweit an, teilweise in unterschiedlichen Produktbereichen. Erstes Produkt war 1969 ein Ball, der gefahrloses Indoor-Spielen ermöglichen sollte.

### Sportartikel
Bekanntheit erlangte NERF in Deutschland durch den NERF Vortex, einen Football-förmigen Ball mit einem Schweif. Ausgerüstet mit Pfeifdüsen konnte man diesen hin und her werfen. Selbst im Sportunterricht und als Training für Leistungssportler fand der NERF Vortex Verwendung. Weitere Sportartikel werden in Deutschland nicht vertrieben, in den Vereinigten Staaten werden Baseballschläger und -bälle, Football-Bälle und weiteres angeboten. Teil der Sportreihe ist zudem die N-Force Serie. Dabei handelt es sich um Ritterspielzeug aus Schaumstoff, mit dem gefahrlose Kämpfe möglich sein sollen. Diese Artikel wurden 2011 in Deutschland eingeführt, sie erhielten jedoch nur begrenzten Zuspruch.

### Dartblaster

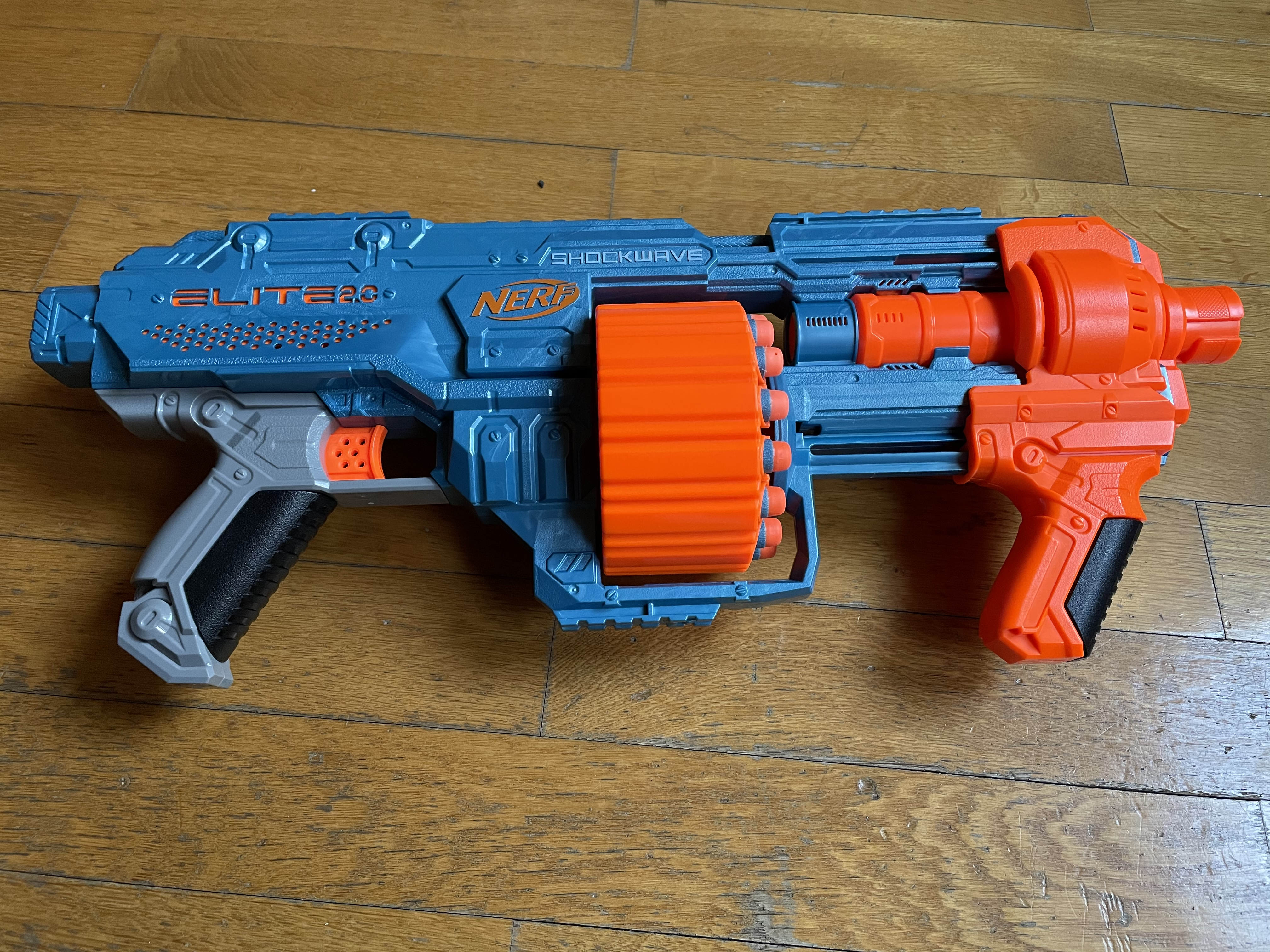
Nerf Shockwave

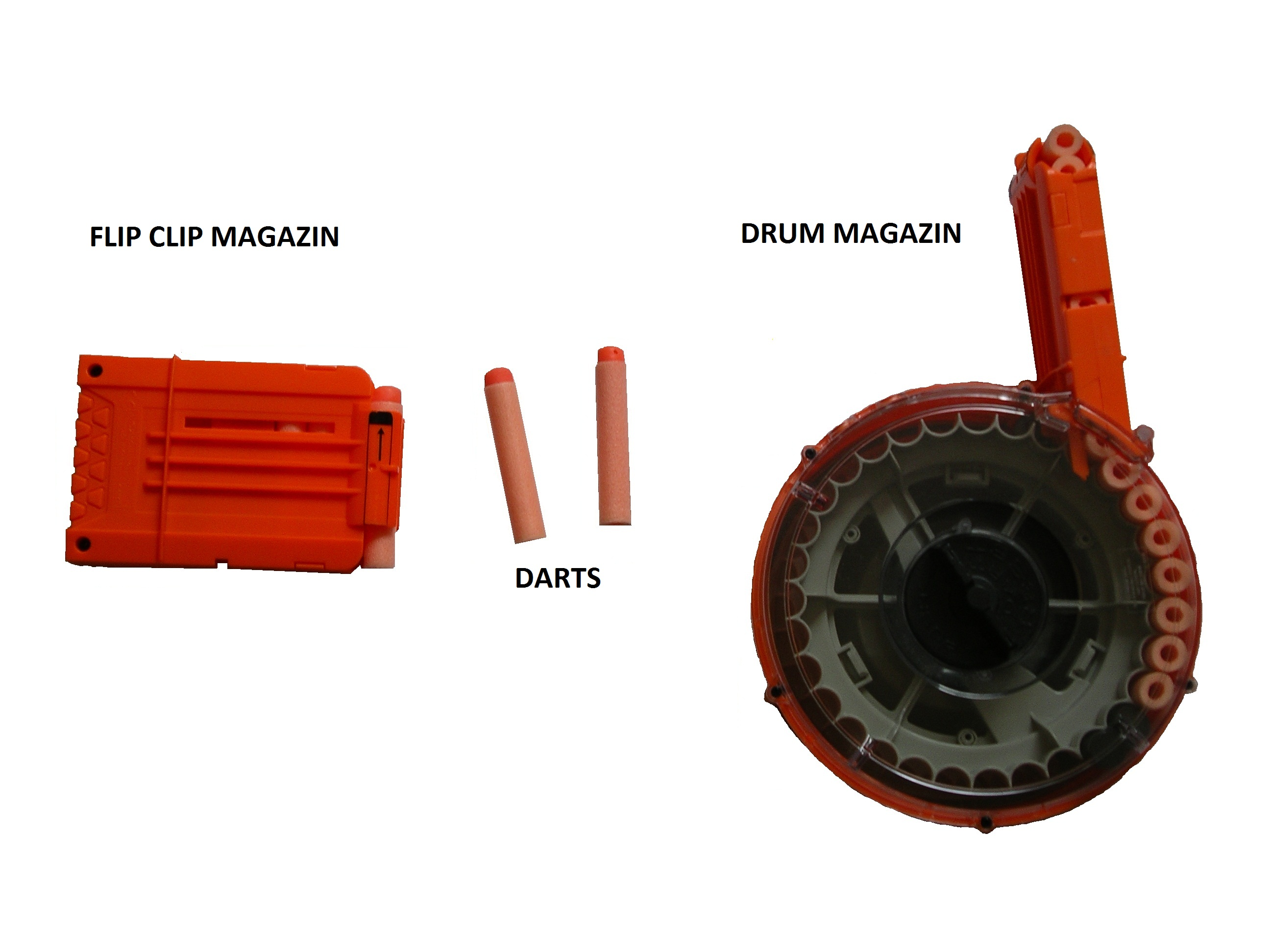
Darts der N-Strike Serie mit zwei Magazinen

Seit 2009 werden in Deutschland unter der NERF-Marke Dartblaster angeboten. Es handelt sich um farbige Spielzeuge aus Kunststoff, die durch ihre Form an Gewehre oder Pistolen erinnern sollen. Diese verschießen durch vorzuspannende Federn oder elektrisch betriebene Schleifräder kleine Schaumstoffprojektile, sogenannte Darts. Einige Untermarken werden in der Folge aufgeführt.

#### N-Strike

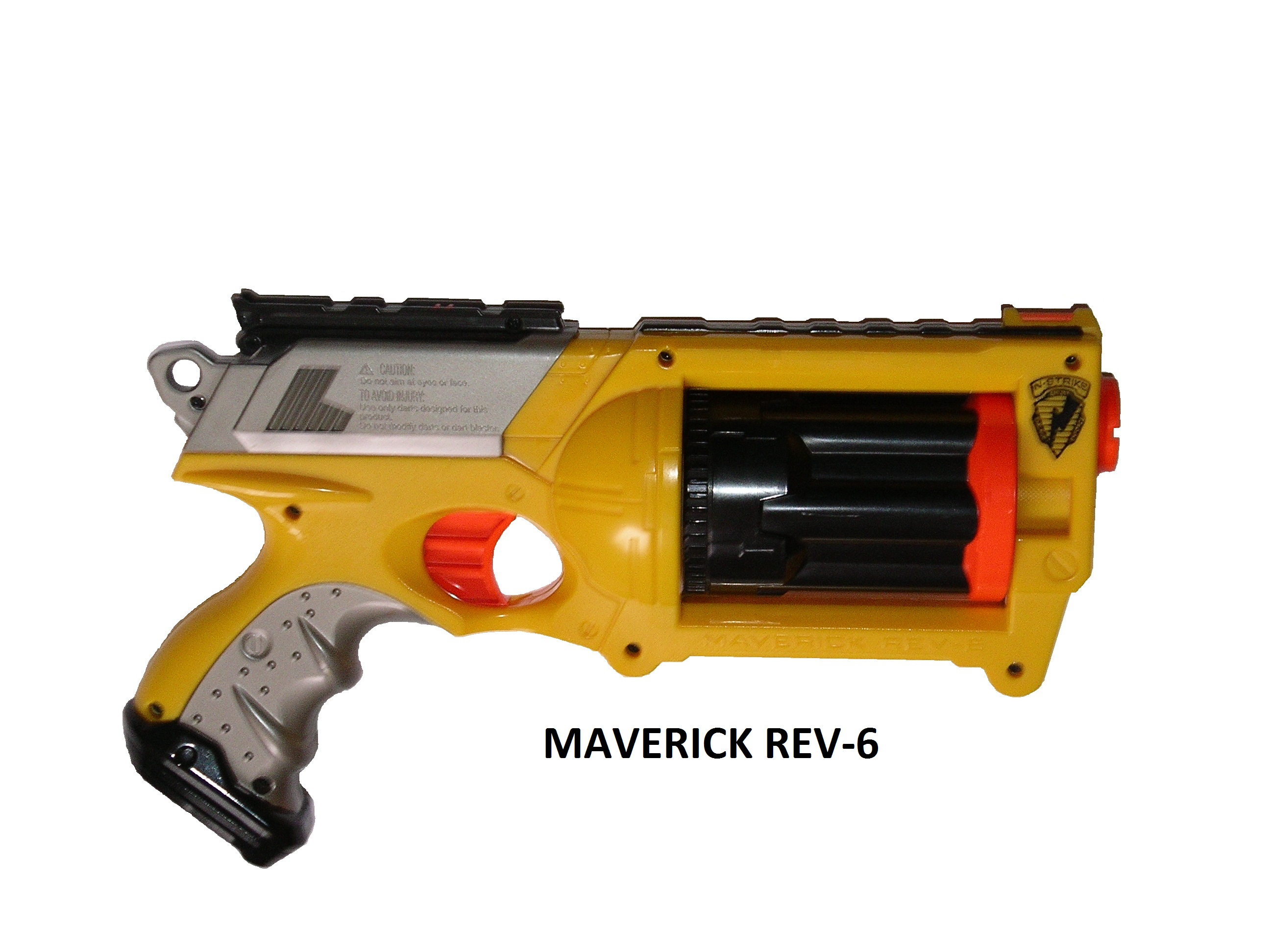
Maverick REV-6 Revolver mit Federspannung

N-Strike war NERFs Dartblaster-Kernmarke, bis sie im August 2012 durch die Elite-Serie ersetzt wurde. Unter dieser Serie wurden viele Blaster wie die Maverick REV-6 – ein 6-schüssiger „Revolver“ – oder die Longshot CS-6 – ein „Scharfschützengewehr“ – angeboten. Die Artikel in der N-Strike Serie sind eher echten Waffentypen nachempfunden, durch Überzeichnung und grelle Farben aber stets als Spielzeuge zu erkennen. Seit der Veröffentlichung der N-Strike Rayven CS-18 Mitte 2012 werden auch wieder phosphoreszierende bzw. „Glow-in-the-dark“ Darts angeboten.

#### N-Strike Elite

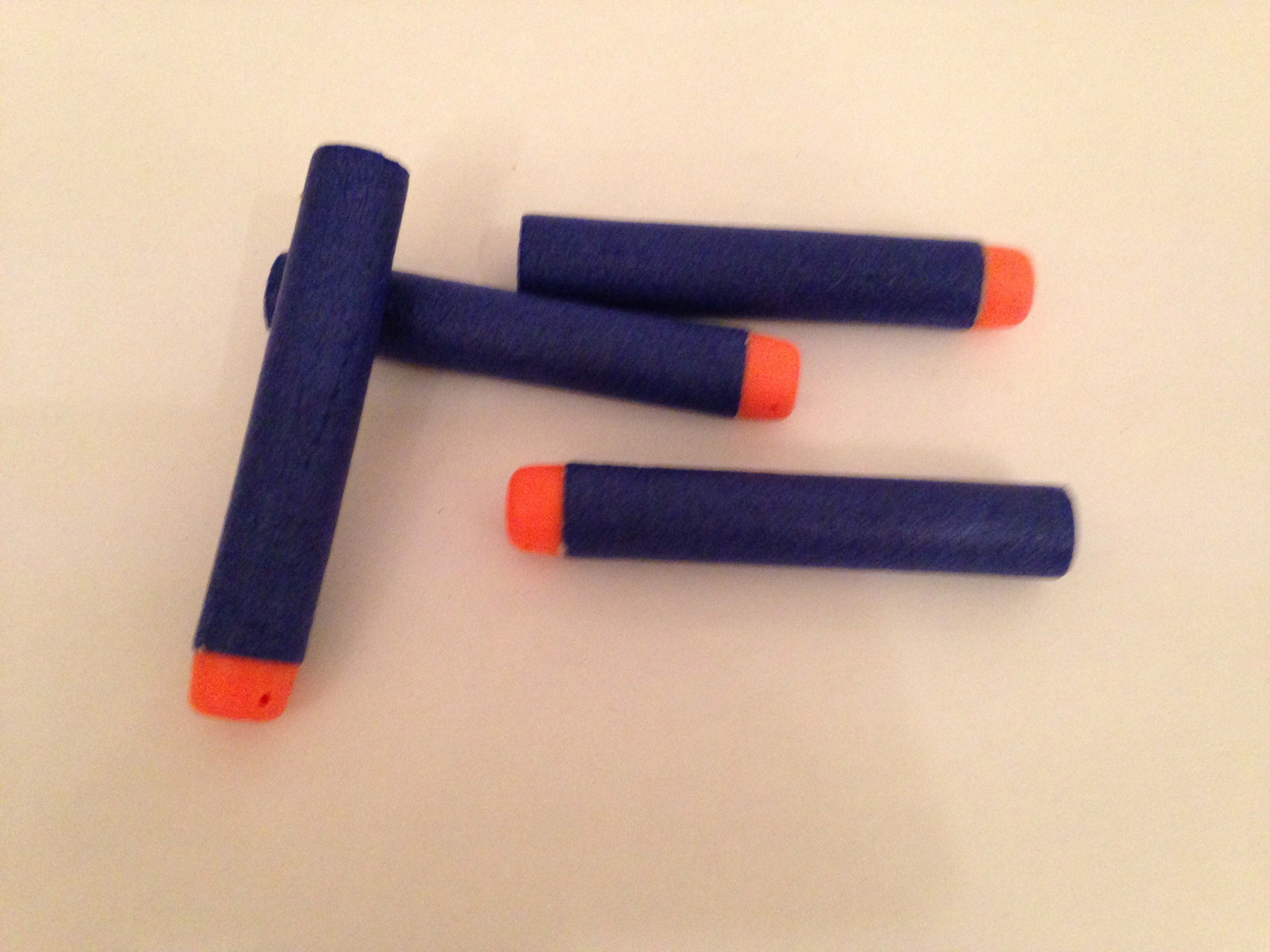
Die Elite-Darts haben einen blauen Körper und einen orangen Kopf

2012 erschien unter dem Namen „N-Strike Elite“ eine neue Blasterserie, die durch die Verwendung von neuartigen Darts und ein komplett überarbeitetes Innenleben höhere Schussweiten erreicht. Die Modelle, die vor der Elite-Serie erschienen, waren mit einem „reverse plunger“, also einem indirekten Kolbensystem ausgestattet. Mit der Einführung der Elite-Serie hat sich dies verändert, nun wird ein direktes Kolbensystem verwendet, das in Kombination mit leichteren, dennoch besser gewichteten Darts zu der neuen Reichweite von bis zu 30 Metern führt. Die „N-Strike Elite“-Serie ersetzte die N-Strike-Serie mit Ende des Jahres 2012 komplett. Zum Start erschienen die Kernmodelle von N-Strike teils nur in neuem Farbschema, teils optisch überarbeitet.

#### Rebelle
2013 startete Nerf eine neue Serie: Motiviert durch die guten Verkäufe der „Friends“-Serie des Spielwarenherstellers Lego brachte Hasbro eine Blaster-Palette speziell für Mädchen auf den Markt. Neben der Farbgebung werden auch ganz neue Modelle, etwa ein Bogen oder eine Armbrust, aufgegriffen. Die Modelle erschienen im Herbst 2013, enthalten farblich ausgefallene Darts zum Sammeln und sollen die soziale Ader junger Mädchen durch eine social iOS App ansprechen.

#### Dart Tag
Diese klassische Serie wird bereits seit 2003 angeboten. Von entsprechenden Blastern verwendete Darts verfügen an der Spitze über Klettelemente, welche es ermöglichen, mit zusätzlichen Westen und T-Shirts Treffer bei Schusswechseln leicht sichtbar zu machen. Seit 2008 werden in den USA jährlich offizielle Turniere mit diesen Blaster abgehalten und 2009 wurde die Serie neu aufgelegt.

#### Zombie Strike
Der Name Zombie Strike bedeutet übersetzt so viel wie Zombie-Angriff. Sie verfügt über Blaster, die speziell für Humans vs. Zombies (meist HvZ genannt) designt sind. Die Darts sind abgesehen von ihrer grünen Farbe baugleich mit den Elite-Darts.

#### Hyper
Die neuere Serie „Hyper“' wurde 2021 veröffentlicht und benutzt wie die Rival-Blaster Ballmunition. Diese ist allerdings etwas kleiner. Die Serie ist anders als die Rival-Serie auch in Deutschland verfügbar. Allerdings werden sie auch mit einer Altersempfehlung von 14+ vermarktet.

#### Rival
Diese Serie beinhaltet alle Blaster, die mit ziemlich hoher Geschwindigkeit und Präzision Schaumstoffbälle verschießen. In den USA werden die Blaster mit einer Altersempfehlung ab 14 verkauft. Die Serie wird in Deutschland nicht verkauft, da diese gegen das deutsche WaffG verstoßen, weil die Rival-Blaster eine Geschossenergie von ca. 0,8 Joule haben, während die Grenze bei Spielzeugpistolen unter 18 Jahren maximal bei 0,5 Joule liegt.

#### Z.E.D. Squad
In dieser Serie werden im Zombie-Strike-Schema umgefärbte alte Modelle aus der N-Strike-Reihe verkauft.

#### Vortex
Die „Vortex“-Serie wurde 2011 eingeführt und zeichnet sich dadurch aus, dass ihre Blaster Discs statt Darts nutzen. Durch diese Änderung der Geschosse wurde es möglich, die Reichweite auf Kosten der Geschossgeschwindigkeit und Genauigkeit massiv zu erhöhen. Diese Technik bezeichnet Hasbro als XLR (Xtra Long Range) Discs.

#### Combat Creatures
Diese Serie wurde im Herbst 2014 veröffentlicht. Sie besteht aus Robotern, die Elite Darts abfeuern. Seither sind zwei Modelle auf dem Markt erhältlich, die Terradrone und die Terrascout.

#### Ultra
Eine neue Serie aus dem Jahr 2020, welche neue Ultra Darts schießt, die schwarz mit orangem Kopf sind und dicker als Elite Darts und bestehen aus schwarz angemalten Styropor und sind somit nicht weich, sondern eher hart, aber können wohl brechen. Die Blaster, zusammen mit den neuen Darts, weisen unter den Nerf-Blastern zudem die höchste Schusskraft auf und schießen daher auch über 35 Meter weit. Bisher sind 8 Blaster der Reihe erschienen.

#### Elite 2.0
Elite 2.0 ist eine Neu-Auflage der N-Strike-Elite-Serie. Sie sind statt in dunkelblau nun in violett-blau mit orangefarbenen Zwischenteilen gefärbt, besitzen vom Aufbau identische Darts wie die N-Strike-Elite-Reihe, nur mit violett-blauem Körper und oranger Spitze (oder orangem Körper und violett-blauer Spitze) und haben mehr Möglichkeiten zum Anbau von Anbauteilen. Bei frühen Modellen der Elite 2.0-Serie gab es deutliche Kritik an der merkbar gesunkenen Material- und Verarbeitungsqualität sowie an dem Umstand, dass die Blaster deutlich weniger leicht zu warten oder zu modifizieren sind, da die Gehäuse nicht nur verschraubt, sondern auch zugeclipt oder verklebt waren.

#### Alpha Strike
Alpha Strike ist eine Serie mit kleineren 2- und 4-Schuss-Pistolen, die es in den unterschiedlichsten Farben gibt. Sie nutzen den gleichen Darts wie die Elite-Serie. Die Pistolen lassen sich teilweise durch Erweiterungen modifizieren. Sie zeichnen sich durch Preise im Einstiegsbereich aus und dementsprechender Verarbeitung.

#### Super Soaker DartFire
Die Super Soaker Blast ist ein großes Gewehr mit orange-blauen Darts. Sie hat einen 1-Liter-Wassertank und kann 6 Darts hintereinander schießen. Dazu kann man 5 Darts jeglicher Größe als Ersatz einhängen.